# Hey Look Ma, I Made It
Hey Look Ma, I Made It is een single van Panic! at the Disco. Het nummer staat op hun zesde studioalbum Pray for the Wicked. De videoclip kwam uit op 21 juni 2018. De videoclip bevat veel verwijzingen naar de jeugd van Brendon Urie, de frontman van Panic! at the Disco.